# ワイバーン

紋章に使われるワイバーン。

ワイバーン（wyvern または wivern）は、イギリスの紋章、印章、旗章などに見られる竜の図像の一つ。およびそこから派生した架空の怪物である。

## 概要
一般的にはドラゴンの頭、コウモリの翼、一対のワシの脚、ヘビの尾に、尾の先端には矢尻のようなトゲを具えた空を飛ぶ竜とされる。その口からは時に赤い舌が伸び、また炎を吐いていることもある。紋章においてワイバーンの図像は様々な色に塗られてきたが、ワイバーンの自然の色は緑と赤の2色である。
ワイバーンは現在においてもイギリスで人気のある図像の一つである。大学や会社、スポーツチーム、あるいは行政区など様々な団体がワイバーンの図像や名前を用いている。

## 語源
中期英語で用いられていた wyver という単語は古フランス語の wivre に由来する。この wyver に bittern や heron （サギ）などに見られる接尾辞の -n を付与したとされるのが wyvern である。
異説として、ワイバーンをラテン語の viverra（フェレット）と同一視する者があった。この説をとる人々はワイバーンを翼の生えたフェレットと見做していた。こうした説は語源俗解であり、現在では顧みられることは無い。

## 紋章学におけるドラゴンとの区別

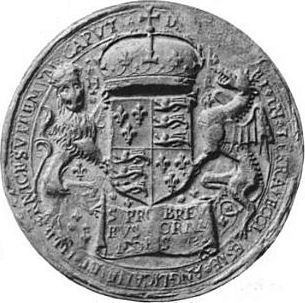
ヘンリー8世の印章の一つ。同書内でこの印章の竜はワイバーンと記されている

「二足の竜」の図像は、イギリスを除くヨーロッパではドラゴンの一般的な形態の一つとして扱われており、これをワイバーンとしてドラゴンから区別するのはイギリスおよびイギリスの旧植民地に特有のことである。
また、そのイギリスにおいても当初からワイバーンとドラゴンは区別されていたわけではない。
二足の竜をドラゴンと読んだ例も、四足の竜をワイバーンと呼んだ例もあるため、過去の文献にあたる際にはワイバーンと記されていてもそれが即ち二足の竜を表しているとは限らないことに留意が必要である。
Barron (1905) は1530年の文献に対し、この時期の殆どの紋章記述においてドラゴンという術語は二足の竜を指しているとした。トーマス・ウォールが1530年に書き上げたクレストの目録内の「ドラゴン」という記述に対し、「テューダー家の四足のドラゴンはこの後の形態であるため、この時期の殆どの紋章記述と同様に、ここでのドラゴンはワイバーあるいはワイバーンを指して使われている」と注釈を付けた。少なくともこの時期においてドラゴンとワイバーンは同一視されていたと言える。
Fox-Davies (1902) が「ワイバーンとドラゴンの区別は比較的最近のことであるのを忘れてはならない」とするように、四足のドラゴンがイギリスの紋章学に登場したテューダー期以降もワイバーンとドラゴンの区別は厳密に行われてきたわけではない。典型的な例が大英博物館の写本部の印章の目録であり、ここではそのテューダーの四足のドラゴンを指してワイバーンと呼び表している。

## 象徴

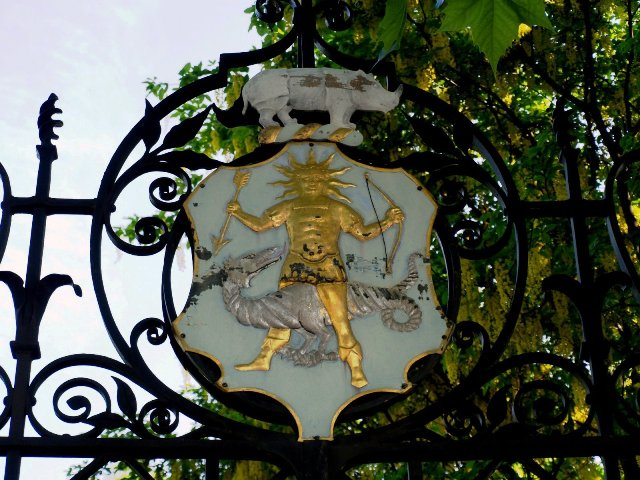
Worshipful Society of Apothecaries の紋章

紋章においてワイバーンは戦争、嫉妬あるいは疫病を象徴するとされているが、これはワイバーンに限ったことではなくドラゴンにも共通する特徴である。Boutell & Aveling (1873)は「（四足の）ドラゴンは疫病の象徴である」としており、Vinycomb (1906)は「昔の紋章官達はこれらの想像上の怪物（ドラゴンとワイバーン）について、これらは疫病のしるしであり（中略）悪意と嫉妬を象徴すると言う。紋章学においては、これらは敵の打破や専制の意に用いられる」としている。
病気を象徴する紋章竜の一例として、"Worshipful Society of Apothecaries" というロンドンの薬局による同業者組合の紋章が挙げられる。1617年に与えられたとされるこの紋章では、医療神としての側面を持つアポロが病気を象徴する竜を討伐している様子が描かれている。この竜は二足の鳥の足を持っており形状はワイバーンのそれだが、同組合はこれをドラゴンであるとしている。

## 成立

### ブリテン島の二足の竜のルーツ

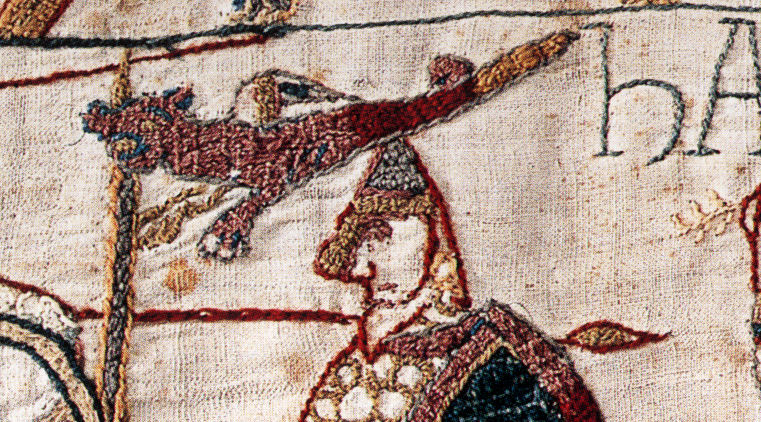
イングランド軍の竜の軍旗
（バイユーのタペストリーより）

「二足の竜」は、ヨーロッパの他地域だけではなくブリテン島においても竜の図像として一般的なものの一つであった。1066年のヘイスティングズの戦いにおいてハロルド2世率いる当時のイングランド軍が二足の竜の軍旗を用いていたことがバイユーのタペストリーに刺繍されている。これ以前の竜の図像については詳しいことは分かっていない。「ローマのコホートが用いていたドラコと呼ばれる竜を象った旗が、ローマがブリテン島からの撤退した後もウェールズ人に受け継がれた。後にブリテン島に侵攻してきたアングロサクソン人が、敵対するウェールズの竜の旗を模倣した。これがハロルド2世の竜の旗へと連なる竜の図像のルーツである」などとする文献がある。しかし、こうしたウェールズの竜にまつわる史観は偽史書である「ブリタニア列王史」の記述に基づいたものであり、当時の遺物など物的証拠は存在しない。列王史の作者ジェフリー・オブ・モンマスの専門家である Tatlock (1933) は、当時のウェールズにおける竜文化の実在について否定的な見解を示しており、その中でも特に竜の旗については強く否定している。

### 中世のワイバー
中世イングランドでは「ワイバー」という名の二足の竜の図像が印章や紋章に描かれるようになった。13世紀のウィンチェスター伯であるロジャー・ド・クインシーが用いていた印章にワイバーが確認できる。イングランド王・ヘンリー3世の孫にあたる第2代ランカスター伯トーマスと第3代ランカスター伯ヘンリーの兄弟も印章にワイバーを用いていた。紋章においては14世紀初頭からエドムンド・モーリーなどワイバーを紋章に用いていた貴族が存在したことが紋章鑑に記録されている。この紋章鑑には図はなく紋章記述のみが記されているため、エドムンドらの紋章が実際にどのようなものであったのかは不明である。
この時期のワイバーはトカゲのような姿をしており、小さな翼が生えていることもあれば生えていないこともある。Scott-Ellis (1904b) はランカスター伯トーマスの印章の盾の左右に配置された怪物を翼の無いワイバーであるとしている。
近世以降のワイバーンと同一視して、中世のワイバーを単純にワイバーンと記す現代の文献は多い。しかし Barron (1911) は中世のワイバーから近世のワイバーンへの変化は形状の変化も伴ったとしており両者を区別している。Allaben (1918) はロジャー・ド・クインシーの印章の竜を指して「ワイバーン、あるいはその最初期の原型であるワイバー」と両論併記する形で説明している。

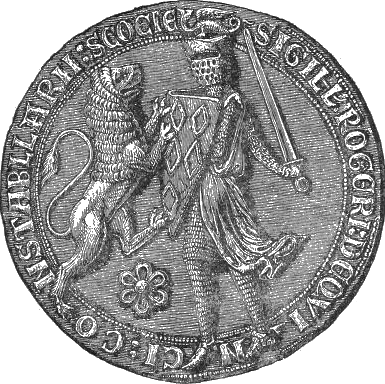
ロジャー・ド・クインシーの印章 (1250)
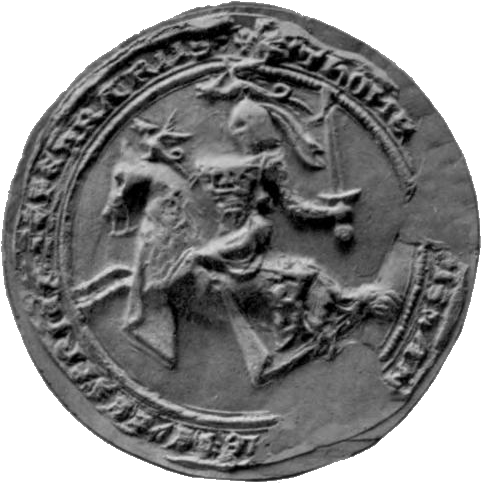
ランカスター伯トーマスの印章 (1301)
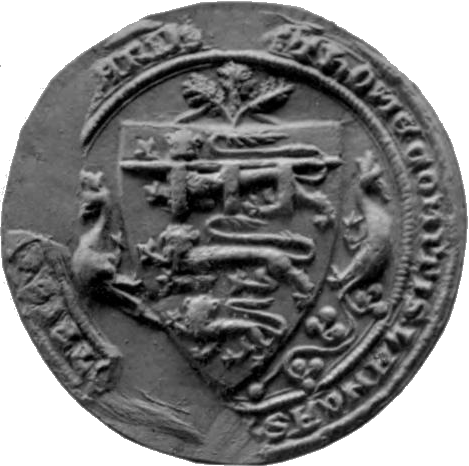
ランカスター伯トーマスの印章 翼の無いワイバーが描かれている
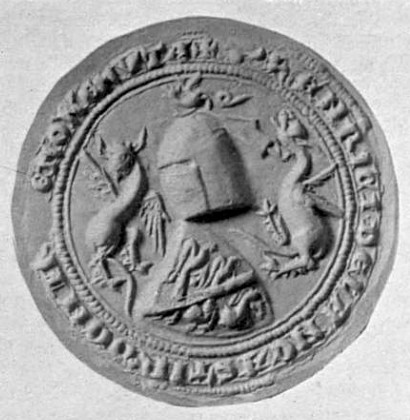
ランカスター伯ヘンリーの印章 (1301)

### テューダー期におけるワイバーンの成立

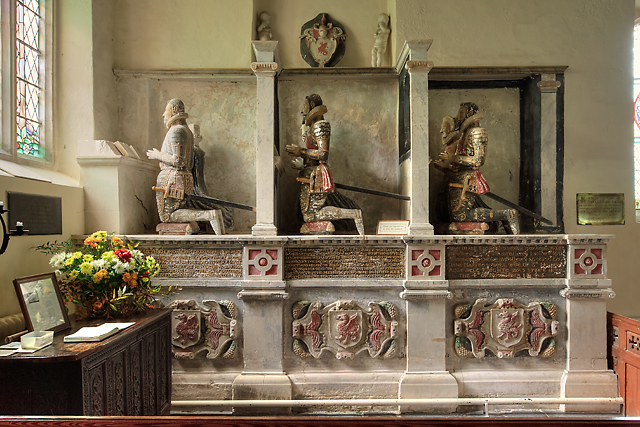
ドレーク家のモニュメント (1611)。このモニュメントにはドレークの紋章が残されている。

相違点も見られるが、二足の竜としてのワイバーンの成立とテューダー朝の関係に複数の専門家が言及している。また、それは当時の紋章官の責任であるという意見も共通して見られる。
グゥイン=ジョーンズはテューダー期にワイバーンが成立したと説明する。彼はドラゴンが二足から四足へと変わったことは大部分が紋章官達の責任であるようだとしており、二足の竜はワイバーンと呼ばれるようになったとしている。ロドニー・デニスもワイバーンという言葉が二足の竜を指すようになったのはテューダー期に始まったことだとしているが、テューダー期にはドラゴンという言葉はまだ二足の竜と四足の竜両方を指していたとしている。
Barron (1911) も同様に二足の竜としてのワイバーンの成立はテューダー期であったとするが、「紋章官の責任」についてはグゥイン=ジョーンズとは異なる見解を示している。彼は中世のワイバーはワイバーンとは別の姿であったとみなしており、テューダー期の紋章官が中世のワイバーの形状を踏まえずにドレークの紋章に描かれた二足の竜を「ワイバーン」と記録してしまったことをワイバーンの成立としている。彼はこれを紋章官の「発明」（あるいは捏造）であると表現している。

## 変形
ワイバーンの紋章への採用例は多く、様々な変形が存在する。この節では純粋にイングランドや現在のイギリス内で使用されたワイバーンの変形に限定せず、他国の竜の紋章をイングランドの紋章官がワイバーンと記録した例や、他の英語圏の国においてワイバーンとして扱われている例も含めて取り扱う。
紋章記述において、翼のないワイバーンを "wyvern sans wings"、足のないワイバーンを "wyvern sans legs" と記録する。このような体の一部が欠けた図像はワイバーン特有の物ではなく、他の動物や怪物にも見られる。1609年にロンドン市のシェリフを務めたリチャード・ファーリントンの属するファーリントン家は翼のないワイバーンを紋章のクレストに使用していた。翼のないワイバーンは、現代ではアメリカ陸軍において、第66機甲連隊や後述する第41野砲兵連隊の紋章に使用されている。
多頭のワイバーンの図像も存在する。
スコットランドのパンミュレ伯爵のマウル家の紋章は、胴体の前後から首が生えた火を噴く二足の竜をクレストとして採用しており、これは "a wyvern with two heads" という紋章記述によって表現される
。多頭のワイバーンの図像は、何か特殊な事柄を表現している場合がある。イギリス陸軍の最高司令官を務めたジョン・ウィルシーの紋章には左右で青と赤に塗り分けられた双頭のワイバーンがクレストとして使用されている。彼の軍人としての経歴はデヴォンシャー・アンド・ドーセット連隊から始まったため、彼はワイバーンの双頭でデヴォンとドーセットを表現している。アメリカ陸軍第41野砲兵連隊の紋章のクレストは多頭かつ翼のないワイバーンだが、この四つの頭は第二次大戦における連隊の "four spearhead attacks" を意味している。
ワイバーンの下半身を魚のそれに置き換えた物をシーワイバーン、あるいはシードラゴンと呼ぶ。シーワイバーンは現在ウェストドーセットで、大紋章のクレストやサポーターなどに用いられている。人魚やシーライオン等とは異なり、ワイバーンの場合は下半身を魚に置き換えても全体の輪郭は大きく変わらない。そのため紋章官にも区別がつかないことがあるのか、アイルランドのターフェ子爵の紋章は "wyvern, or sea-dragon" という紋章記述で記録されている。
イタリアの貴族ブスドラーギ家の紋章は頭巾を被った人面の二足の竜を用いている。この図像はイングランドでは "wyvern with a human face" と記録されたが、ワイバーンとドラゴンを区別しないイタリアではドラゴンと記録されている。

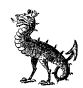
wyvern sans wings
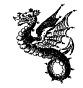
wyvern sans wings
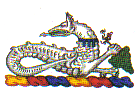
米陸軍第66機甲連隊のクレスト
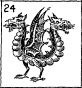
マウル家のクレスト
米陸軍第41野砲兵連隊のクレスト

## 怪物としてのワイバーン
前節までで述べた通りワイバーンは紋章学の中で発展した存在であるため、その起源となるような伝説や神話は存在しない。ワイバーンがいつ紋章学の中に限定されず想像上の怪物として扱われるようになったのかははっきりしていない。しかし傍証となる文献は残されている。Phillips (1678) による辞書には、当時ワイバーンは紋章学以外の分野では殆ど知られていなかったと記されている。また、History of Durham は1700年以前に書かれたとされるソックバーンのワームという怪物についての写本を引用している。この写本中でワイバーンはこのワームの異名の一つとして用いられており、オックスフォード英語辞典はこれを「怪物としてのワイバーン」の初出文献であるとしている。

### ワイバーンと翼
History of Durham が引用する写本において、ソックバーンのワームが翼をもっているかどうか、あるいは飛行能力を有しているかどうかについては言及がない。時代が下って1835年の劇詩「パラケルスス」ではワイバーンは直接登場しないが、詩人アプリーレの霊によって「空を飛ぶワイバーン」が直喩に使用されており、この時代では飛行能力を有しているという認知が広がっていることがうかがえる。

### ワイバーンと毒
History of Durham が引用する写本において、ソックバーンのワームは毒を持っているとされており、早期からワイバーンと毒との関連付けは行われていた。
また、時にワイバーンはその尾に毒を備えているとされるが、こうした特徴については「サソリの尾を持つ」という形で1854年の辞書で触れられている。

### ワイバーンの目
他の竜と同様に、ワイバーンにもその眼力の鋭さを謳った説話があったようである。Anonymous (1890) はワイバーンはその鋭い眼力を保つためにウイキョウを目にあてていたとしている。

### 住処
ワイバーンは沼に生息するとする文献がある。Anonymous (1890) は「ワイバーンは沼地によく集まる」としている。また Newton (1846) は若干詳細に、「ワイバーンはかつてドイツの近づきがたい荒野の沼地に実在したと考えられていた」としている。

## 関連
ヴイーヴル
フランスに伝わる二足の竜。ワイバーンと語源を同じくする。ワイバーンは仏訳される際にヴイーヴルという訳をあてられることがある。
グイベル
ウェールズに伝わる空を飛ぶ蛇。gwiber は英訳される際に wyvern という訳をあてられることがある。
リンドルム王
スカンジナビアに伝わる説話。Holbek (1987) はこの説話を "King Wivern" と題して英訳した。